# John Dittami
John Philip Dittami (* 24. August 1949 in Medford, Massachusetts; † 27. August 2014 in Wien) war ein US-amerikanischer Verhaltensbiologe.
Er lebte in Österreich und war Professor an der Universität Wien. In einem Nachruf der Fakultät für Lebenswissenschaften hieß es, er habe es verstanden, „die Theorien der Soziobiologie mit endokrinologischen bzw. physiologischen Grundlagen zu untermauern“ und „verhaltensendokrinologische Methoden an der Fakultät zu etablieren, deren Weiterentwicklung er erfolgreich vorantrieb.“ Sein Name sei zudem verbunden mit Methoden der nicht-invasiven Hormonbestimmung bei Wild- und Zootieren.

## Werdegang
John Dittami war das sechste von zwölf Kindern italienischer Einwanderer in die USA. Er wuchs in Sherborn (Massachusetts) auf, besuchte die Marian High School und studierte zunächst Chemie und Medizin an der Tufts University in Boston. In dieser Zeit spielte er als Bassgitarrist in diversen Blues-Bands, aber auch als Back-up-Player mit späteren Berühmtheiten wie Sting oder den Gründern von Chicago. Im Sommer 1974 kam Dittami nach Europa, um ein meeresbiologisches Praktikum in der Zoologischen Station Neapel zu absolvieren. In Frankfurt am Main gelandet, beschloss er mit einem Freund, zu Fuß nach Neapel zu wandern. Im österreichischen Alpenvorland angekommen, nahmen die beiden versehentlich den Weg ins Almtal, statt ins nach Süden führende Kremstal, und trafen in Grünau im Almtal auf Konrad Lorenz, der ein Jahr zuvor nicht nur den Nobelpreis zugesprochen bekommen, sondern im Almtal auch die Konrad Lorenz Forschungsstelle gegründet hatte und mit zutraulichen Graugänsen experimentierte. In einer Festschrift zu Lorenz’ 85. Geburtstag schrieb Dittami 1988: „Meine persönliche Bekanntschaft mit Konrad Lorenz begann 1974 in Grünau, wo ich – wie viele Studenten vor mir – Gänse aufzog. Rückblickend betrachte ich diese Zeit als einen Wendepunkt in meinem Leben.“ Tatsächlich gab Dittami seine bisherigen Studienfächer auf, wandte sich der vergleichenden Verhaltensforschung zu und verfasste schließlich an der Ludwig-Maximilians-Universität München im Fach Biologie seine Doktorarbeit (Promotion 1981).
Ab 1981 war er von der Max-Planck-Gesellschaft angestellt, für deren Max-Planck-Institut für Verhaltensphysiologie er zwischen 1981 und 1983 einen Forschungsstandort am Nakurusee in Kenia aufbaute. 1987 folgte die Habilitation an der Eberhard Karls Universität Tübingen, wo er zuvor bereits mehrere Jahre lang gelehrt hatte. 1988 wurde er schließlich zum Professor für Ethologie an die Universität in Wien berufen, wo er bis zu seiner Pensionierung die Abteilung für Verhaltensbiologie leitete.
Ende Juni 2013 wurde bei John Dittami ein Hirntumor entdeckt, an dessen Folgen er ein Jahr später verstarb.

## Forschungsthemen
Zunächst befasste Dittami sich vor allem mit dem Einfluss von Hormonen auf das Sozialverhalten diverser Vogelarten, speziell mit biologischen Rhythmen, was bis zuletzt sein Spezialgebiet war. Als Hochschullehrer kamen später auch neuroendokrinologische Studien zur Paarbindung bei polygynen Nagern, an Wölfen, Affen und nicht zuletzt auch am Menschen hinzu. Neben vielem anderem, wie Paarbindungen, soziosexuelle Orientierung und Stressforschung, befasste er sich gegen Ende seiner Tätigkeit als Hochschullehrer auch mit Schlaf, Bewusstsein und Träumen bei Menschen.
John Dittami war zudem ab 1988 Leiter der Konrad Lorenz Forschungsstelle in Grünau.

## Schriften (Auswahl)
- Seasonal Changes in the Behavior and Plasma Titers of Various Hormones in Barheaded Geese, Anser indicus. In: Zeitschrift für Tierpsychologie. Band 55, Nr. 4, 1981, S. 289–324, doi:10.1111/j.1439-0310.1981.tb01274.x.
- mit Eberhard Gwinner: Endogenous Reproductive Rhythms in a Tropical Bird. In: Science. Band 249, Nr. 4971, 1990, S. 906–908, doi:10.1126/science.249.4971.906.
- Signale und Kommunikation. Spektrum Akademischer Verlag, 1993, ISBN 978-3-86025-214-7
- mit B. Seidel, M. Yamashit und I.-H.Choi: Water wave communication in the genus Bombina (amphibia). In: Advances in Space Research. Band 28, Nr. 4, 2001, S. 589–594, doi:10.1016/S0273-1177(01)00386-6.
- mit anderen: Social stimuli cause changes of plasma oxytocin and behavior in guinea pigs. In: Biological Research. Band 39, Nr. 2, 2006, S. 251–258, doi:10.4067/S0716-97602006000200007.
- mit Bernard Wallner und Ivo Machatschke: Urinary androgens and cortisol metabolites in field-sampled bonobos (Pan paniscus). In: General and Comparative Endocrinology. Band 155, Nr. 3, 2008, S. 552–557, doi:10.1016/j.ygcen.2007.08.009.
- mit Gerhard Klösch und Josef Zeitlhofer: Ein Bett für zwei. Unsere Schlafgewohnheiten neu erforscht. Herbig, 2008, ISBN 978-3-7766-2556-1.

## Belege
1. ↑  In loving memory of John Dittami. Auf: medienportal.univie.ac.at, September 2014.
2. ↑  In memoriam John Dittami (1949–2014). Nachruf der Fakultät für Lebenswissenschaften der Universität Wien vom 12. September 2014.
3. ↑  Nachruf in The Dover Press, September 2014. (Memento vom 23. Oktober 2019 im Internet Archive).
4. ↑  In memoriam John Dittami. Eine Sammlung von Nachrufen einiger Freunde und Kollegen. Auf: medienportal.univie.ac.at.
5. ↑  Nachruf der Konrad-Lorenz-Forschungsstelle der Universität Wien.
6. ↑  John Dittami in Wolfgang Schleidt (Hrsg.): Der Kreis um Konrad Lorenz. Ideen, Hypothesen, Ansichten. Parey, Berlin und Hamburg 1988, S. 13, ISBN 3-489-63336-9.
7. ↑  John Dittami et al.: Sex differences in the reactions to sleeping in pairs versus sleeping alone in humans. In: Sleep and Biological Rhythms. Band 5, Nr. 4, 2007, S. 271–276, doi:10.1111/j.1479-8425.2007.00320.x.
 Verhaltensbiologie: Frauen schlafen besser ohne Mann - Innere Uhr tickt anders. Auf:  idw-online.de vom 21. Mai 2007.

| Personendaten    | Personendaten                                      |
| ---------------- | -------------------------------------------------- |
| NAME             | Dittami, John                                      |
| ALTERNATIVNAMEN  | Dittami, John Philip                               |
| KURZBESCHREIBUNG | US-amerikanischer Verhaltensforscher in Österreich |
| GEBURTSDATUM     | 24. August 1949                                    |
| GEBURTSORT       | Medford (Massachusetts)                            |
| STERBEDATUM      | 27. August 2014                                    |
| STERBEORT        | Wien                                               |